# KIAA0930
KIAA0930‏ (KIAA0930) هوَ بروتين يُشَفر بواسطة جين KIAA0930 في الإنسان.